# 岩野市兵衛
岩野 市兵衛（いわの いちべい）は越前和紙職人の名跡。越前和紙古来の紙漉き、越前奉書紙を継承する。

## 九代目 岩野市兵衛
1933年（昭和8年）9月28日生まれ、出生名は市郎（いちろう）。1978年に九代目岩野市兵衛を襲名。
2000年6月に、国の重要無形文化財「越前奉書」の保持者（人間国宝）に認定される。

## 耐久性と保存性
現代では、多くの美術作家が木版画の版画用の支持体に使用している。
300回に及ぶ版の摺り重ねにも摺り耐え、紙の伸縮によるズレも小さい強さがあるという。
近年では浮世絵の復刻版を摺る際にも使用されている。

## 越前奉書愛用の主な美術作家
- パブロ・ピカソ[3]
- 草間彌生 - 七色の富士[4]
- 木村繁之[5]